# Willie Francis
Willie Francis (* 12. Januar 1929 in St. Martinville, Louisiana; † 9. Mai 1947 ebenda) war ein US-Amerikaner, der in Louisiana mit 16 Jahren zum Tode verurteilt worden war.
Dem Angeklagten wurde vorgeworfen, er habe einen Apotheker ermordet. Er überlebte am 3. Mai 1946 den ersten Hinrichtungsversuch mit dem elektrischen Stuhl und wurde ein Jahr später mit derselben Methode exekutiert.

## Tat und Verurteilung
Im Jahr 1944 wurde der Apothekenbesitzer Andrew Thomas in St. Martinville, Louisiana, mit mehreren Schussverletzungen tot vor seinem Haus aufgefunden. Erst neun Monate später wurde sein ehemaliger Beschäftigter Willie Francis verdächtigt. Der damals 15-Jährige war von einer Polizeistreife in Port Arthur, Texas, mit dem Verdacht des Drogenbesitzes angehalten worden. Bei der darauf folgenden Vernehmung wurde er polizeilich durchsucht, wobei die Polizei eine Brieftasche fand, in der sich ein Personaldokument von Andrew Thomas befand. In einer schriftlichen Stellungnahme gestand Francis sowohl den Raub als auch den Mord.
Zum Zeitpunkt der Vernehmung und des schriftlichen Geständnisses hatte der damals 15-jährige Francis keinen Rechtsbeistand. Gefragt nach seinen Motiven schrieb Francis: „It was a secret about me and him.“ („Es war ein Geheimnis zwischen mir und ihm“). Die Bedeutung dieser Aussage ist unklar. Nach Recherchen des Buchautors Gilbert King gab es Hinweise auf sexuellen Missbrauch von Francis durch Thomas.
Vor Gericht unterließen es die Pflichtverteidiger von Willie Francis, Einspruch zu erheben und/oder Zeugen aufzurufen, die ihren Mandanten entlasten könnten. Francis wurde nach nur zwei Verhandlungstagen von einer ausschließlich weißen Jury zum Tode verurteilt.

## Hinrichtungsversuch und Tod
Francis sollte am 3. Mai 1946 hingerichtet werden. Er überlebte jedoch seine Exekution auf dem elektrischen Stuhl. Berichten zufolge schrie er unter der Lederkapuze, die ihm über den Kopf gestülpt worden war: „Nehmt sie ab! Lasst mich atmen!“
Danach wurde debattiert, ob Francis als exekutiert zu gelten hatte oder nicht. Den Prozess vor dem US Supreme Court (Francis vs. Resweber) verlor Francis jedoch. Er wurde am 9. Mai 1947 um 12:05 Uhr Ortszeit auf dem elektrischen Stuhl hingerichtet.

## Allgemeines zu Problemen bei der Hinrichtung mit dem elektrischen Stuhl
Francis war nicht der erste Verurteilte, bei dem sich die Hinrichtung mit dem elektrischen Stuhl als problematisch erwies. Bereits die allererste Hinrichtung, die auf diese Art 1890 an William Kemmler durchgeführt worden war, lief nicht ab wie vorgesehen. Nachdem der erste Stromstoß ihn nicht getötet hatte, wurde die Dosis erhöht, so dass Kemmler nach insgesamt acht Minuten und zwei Versuchen für tot erklärt werden konnte.
Die Befürworter der Methode hofften, sie sei „schnell, effektiv, schmerzfrei und human“. Zwischen 1973 und 2024 wurden in den Vereinigten Staaten insgesamt 158 Hinrichtungen mit dem elektrischen Stuhl durchgeführt. Bei insgesamt zehn dieser Hinrichtungen wurden Pannen oder Unregelmäßigkeiten bekannt, darunter war auch der erste Exekutionsversuch von Willie Francis.